# Santo Domingo International 2009
Die Santo Domingo International 2009 im Badminton fanden vom 29. Oktober bis zum 1. November 2009 in Santo Domingo statt.

## Medaillengewinner
| Disziplin    | Gold                            | Silber                           | Bronze                                 |
| ------------ | ------------------------------- | -------------------------------- | -------------------------------------- |
| Herreneinzel | Kevin Cordón                    | Rodolfo Ramírez                  | Alistair Casey                         |
| Herreneinzel | Kevin Cordón                    | Rodolfo Ramírez                  | Pedro Martins                          |
| Dameneinzel  | Maja Tvrdy                      | Anna Rice                        | Telma Santos                           |
| Dameneinzel  | Maja Tvrdy                      | Anna Rice                        | Cristina Aicardi                       |
| Herrendoppel | Kevin Cordón Rodolfo Ramírez    | Phillip Chew Halim Haryanto      | Antonio de Vinatea Martín del Valle    |
| Herrendoppel | Kevin Cordón Rodolfo Ramírez    | Phillip Chew Halim Haryanto      | Jose Vicente Martinez Alejandro Villar |
| Damendoppel  | Cristina Aicardi Claudia Rivero | Katherine Winder Claudia Zornoza | Orosameli Cabrera Yomaira Sanchez      |
| Damendoppel  | Cristina Aicardi Claudia Rivero | Katherine Winder Claudia Zornoza | Monika Fašungová Zuzana Orlovská       |
| Mixed        | Mario Cuba Katherine Winder     | Bruno Monteverde Claudia Zornoza | William Cabrera Fiordaliza de Oleo     |
| Mixed        | Mario Cuba Katherine Winder     | Bruno Monteverde Claudia Zornoza | Nelson Javier Berónica Vivieca         |